# Liste der Fauna-Flora-Habitate in Remscheid
Diese Aufstellung listet alle gemäß der Richtlinie 92/43/EWG ausgewiesenen Fauna-Flora-Habitate in Remscheid auf. Sie sind Teil des Verbundnetzes Natura 2000. Namen und Gebietsnummern entsprechen den amtlichen Bezeichnungen, Stand ist der 1. Januar 2011.
| Gebiets-Nummer | Gebietsname                        | Fläche | BfN-ID   | WDPA-ID   | EEA-ID    | Anmerkung |
| -------------- | ---------------------------------- | ------ | -------- | --------- | --------- | --- |
| DE-4709-303    | Gelpe und Saalbach                 | 155 ha | 4709-303 | 555520017 | DE4709303 | Entspricht dem Naturschutzgebiet Fließgewässersystem Gelpe- und Saalbachtal (W-015) und Naturschutzgebiet Gelpe-Saalbach (RS-003) |
| DE-4808-301    | Wupper von Leverkusen bis Solingen | 556 ha | 4808-301 | 555520148 | DE4808301 | Entspricht Teilen der Naturschutzgebiet Wupper (LEV-014), Naturschutzgebiet Wupperhang mit Henkensiepen und Hüscheider Bachtal (LEV-006), Naturschutzgebiet Wupperhänge mit Seitensiefen und der Wupper nördlich Witzhelden und Leichlingen (GL-046), Naturschutzgebiet Tal- und Hangbereiche der Wupper mit Seitenbächen (SG-002) und Naturschutzgebiet Wupper und Wupperhänge südlich Müngsten (RS-019) |